# 아코군

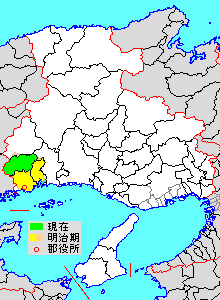
효고현 아코군의 위치 (녹색: 가미고리정, 연노랑: 후에 다른 군에 편입된 구역, 하늘색: 후에 다른 군에서 편입된 구역)

아코군(일본어: 赤穂郡)은 일본 효고현 남부(하리마국)에 있는 군이다.
인구 12,787명, 면적 150.26km², 인구밀도 85.1명/km².(2025년 3월 1일, 추계인구)
이하 1정으로 구성된다.
- 가미고리정(上郡町)

## 군역
1879년 행정 구역으로 발족 당시의 군역은 위의 1정 외에 아래 구역에 해당한다.
- 아코시의 대부분
- 아이오이시의 대부분
- 다쓰노시의 일부
- 사요군 사요정의 일부

## 역사
- 1879년 1월 8일 - 군구정촌 편제법이 효고현에서 시행되면서, 행정 구역으로서의 아코군이 발족.

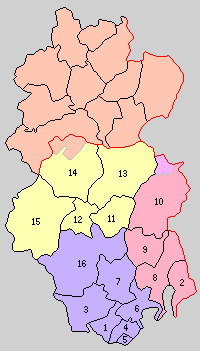
1.아코정 2.오촌 3.시오야촌 4.오사키촌 5.신하마촌 6.사코시촌 7.다카오촌 8.나바촌 9.와카사노촌 10.야노촌 11.다카타촌 12.가미고리촌 13.구라이촌 14.아카마쓰촌 15.후나사카촌 16.우네촌 (보라: 아코시, 빨강: 아이오이시, 분홍: 다쓰노시 노랑: 가미고리정 주황: 사요군 사요정)

- 1889년 4월 1일 - 정촌제 시행으로, 아래의 정촌이 발족.(1정 15촌)
  - 아코정(赤穂町): 현 아코시
  - 오촌(相生村): 현 아이오이시
  - 시오야촌(塩屋村): 현 아코시
  - 오사키촌(尾崎村): 현 아코시
  - 신하마촌(新浜村): 현 아코시
  - 사코시촌(坂越村): 현 아코시
  - 다카오촌(高雄村): 현 아코시
  - 나바촌(那波村): 현 아이오이시
  - 와카사노촌(若狭野村): 현 아이오이시
  - 야노촌(矢野村): 현 아이오이시, 다쓰노시
  - 다카타촌(高田村): 가미고리정
  - 가미고리촌(上郡村): 현 가미고리정
  - 구라이촌(鞍居村): 현 가미고리정
  - 아카마쓰촌(赤松村): 현 가미고리정, 사요군 사요정
  - 후나사카촌(船坂村): 현 가미고리정
  - 우네촌(有年村): 현 아코시
- 1891년 3월 25일 - 야노촌의 일부가 잇사이군 니시쿠리스촌에 편입.
- 1913년
  - 1월 1일 - 오촌이 정제 시행으로 오정(相生町)이 됨.(2정 14촌)
  - 4월 1일 - 가미고리촌이 정제 시행으로 가미고리정(上郡町)이 됨.(3정 13촌)
- 1931년 11월 1일 - 나바촌이 정제 시행으로 나바정(那波町)이 됨.(4정 12촌)
- 1936년 8월 1일 - 사코시촌이 정제 시행으로 사코시정(坂越町)이 됨.(5정 11촌)
- 1937년 4월 1일 - 시오야촌·오사키촌·신하마촌이 아코정에 편입.(5정 8촌)
- 1939년
  - 4월 1일 - 나바정이 오정에 편입.(4정 8촌)
  - 4월 11일 - "相生町"의 발음을 "오정"에서 "아이오이정"으로 변경.
- 1942년 10월 1일 - 아이오이정이 시제 시행으로 아이오이시(相生市)가 되어, 군에서 이탈.(3정 8촌)
- 1951년 9월 1일 - 아코정·사코시정·다카오촌이 합병하여, 아코시(赤穂市)가 발족, 군에서 이탈.(1정 7촌)
- 1954년)8월 1일 - 와카사노촌·야노촌이 아이오이시에 편입.(1정 5촌)
- 1955년
  - 3월 25일 - 아카마쓰촌의 일부가 사요군 구자키정에 편입. 가미고리정·다카타촌·구라이촌·후나사카촌 및 아카마쓰촌의 잔여부가 합병하여, 새로이 가미고리정이 발족.(1정 1촌)
  - 4월 1일 - 우네촌이 아코시에 편입.(1정)